# Ишутино (Курская область)
Ишу́тино — деревня в Рыльском районе Курской области. Входит в состав Некрасовского сельсовета.

## География
Деревня находится в правобережье Сейма, в 101 км западнее Курска, в 18 км южнее районного центра — города Рыльск, в 9 км от центра сельсовета  — Некрасово.
Климат
Ишутино, как и весь район, расположено в поясе умеренно континентального климата с тёплым летом и относительно тёплой зимой (Dfb в классификации Кёппена).

## Население
| 2002 | 2010 |
| ---- | ---- |
| 133  | ↘85  |

## Инфраструктура
Личное подсобное хозяйство. В деревне 91 дом.

## Транспорт
Ишутино находится в 10,5 км от автодороги регионального значения 38К-040 (Хомутовка — Рыльск — Глушково — Тёткино — граница с Украиной), в 3,5 км от автодороги 38К-030 (Рыльск — Коренево — Суджа), в 1,5 км от автодороги межмуниципального значения 38Н-693 (38К-040 — Артюшково с подъездом к с. Семеново), на автодороге 38Н-694 (38Н-693 — Ишутино), в 6 км от ближайшей ж/д станции Коренево (линия 322 км — Льгов I).
В 152 км от аэропорта имени В. Г. Шухова (недалеко от Белгорода).